# Ủy ban Quốc tế về Danh mục Động vật học
Ủy ban Quốc tế về Danh mục Động vật học, viết tắt là ICZN (International Commission on Zoological Nomenclature) là một tổ chức phi chính phủ, phi lợi nhuận quốc tế hoạt động trong lĩnh vực Danh mục Động vật học và ứng dụng.
ICZN là tổ chức dành riêng cho "đạt được sự ổn định và có ý nghĩa trong việc đặt tên khoa học của loài động vật".
ICZN thành lập năm 1895, hiện nay gồm 27 thành viên từ 19 quốc gia, chủ yếu là thực hành phân loại động vật. ICZN trực thuộc Liên đoàn Quốc tế về Khoa học Sinh học (IUBS)

## Hoạt động
ICZN được Bảo tàng Lịch sử Tự Nhiên, London (Natural History Museum in London) hỗ trợ địa điểm và nơi làm việc của Ban thư ký.
ICZN cung cấp và điều chỉnh một hệ thống thống nhất của danh mục động vật, đảm bảo rằng tất cả các động vật có tên khoa học độc đáo và được chấp nhận.
Việc duy trì các tiêu chuẩn quốc tế trong danh mục động vật là vai trò duy nhất của Ủy ban. ICZN không có vai trò tham gia vào các vấn đề phân loại, trừ trường hợp có những tác động mang tính thuật ngữ.
Nhiệm vụ của ICZN là tạo ra, xuất bản và định kỳ sửa đổi Bộ Mã Quốc tế về Danh mục động vật học (International Code of Zoological Nomenclature).
Ủy ban cũng xem xét và quy định về các trường hợp cụ thể của sự không chắc chắn về danh mục. Những phán quyết được công bố như Quan điểm trong Bulletin of Zoological Nomenclature.